# Ditrichum luteum
Ditrichum luteum är en bladmossart som beskrevs av Hugh Neville Dixon och Thériot 1926. Ditrichum luteum ingår i släktet grusmossor, och familjen Ditrichaceae. Inga underarter finns listade i Catalogue of Life.